# グラル＝スヴェルロワ・ニーナ・ヴィャチェスラヴィヴナ
グラル＝スヴェルロワ・ニーナ・ヴィャチェスラヴィヴナ（ウクライナ語: Гураль-Сверлова Ніна В'ячеславівна・英語: Nina Vyacheslavivna Gural-Sverlova、1970年10月26日 - ）は、ウクライナの軟体動物学者。同国における代表的な陸生軟体動物（陸産貝類）研究者の一人。
生物学の博士候補（Ph.D）。ウクライナ国立科学アカデミー国立自然史博物館（uk:Державний природознавчий музей НАН України）の軟体動物研究室長。生命進化学部門主任研究員。軟体動物学、多足類学、博物館学に関する200編以上の論文・単行本の著者であり、国立自然史博物館によるオンライン教育プログラム「“Молюски”（“軟体動物”）」の創設者の1人。
著作における著者名は2008年頃までは旧姓の「Сверлова/Sverlova（スヴェルロワ）」であったが、結婚後の2009年以降は夫のグラル・ローマン・イワノビッチ（ Гураль Роман Іванович）の姓と併記して「 Гураль-Сверлова/Gural-Sverlova（グラル＝スヴェルロワ）」としている。

## 経歴
リヴィウ出身。リヴィウ国立大学（当時は州立）生物学部で生物学、動物学を専攻し、1993年に卒業した。卒業前の1991年からリヴィウのウクライナ国立科学アカデミー国立自然史博物館でさまざまな役職に就き、1994年から軟体動物の研究を始めた。1996年から2000年まで同博物館の通信大学院コースを受講し、2001年6月にチェルニウツィー国立大学で「Формування угруповань наземних молюсків (Gastropoda, Pulmonata) в урбанізованому середовищі （都市化環境における陸生軟体動物（腹足綱, 有肺類）群集の形成）」の論題で博士候補論文を発表。2001年10月から 2002年2月まではドイツ学術交流会 (DAAD) のフェローとしてベルリン大学附属自然史博物館（現・フンボルト博物館）で研究した。

## 研究活動
彼女の科学的関心はウクライナの陸産貝類の種構成、種内変動、生態まで広く及ぶ。1990年代半ばから論文や出版物を上梓し続けており、2015年代以降は同国における外来種、特にオウシュウマイマイ属 Cepaea に注目している。また自身の研究のほか、軟体動物に関する知識の啓蒙普及活動にも熱心で、2012年から公開されたウクライナ国立自然史博物館のインターネット教育プログラム「“Молюски”（“軟体動物”）」の創設者の1人として主導的な役割を果たした。また軟体動物コレクションとしてはウクライナ国内で最大規模のひとつである国立自然史博物館の軟体動物コレクションの管理者を2000年から2016年まで、同コレクションのキュレーターを2017年から務めており、その間に自身による収集活動のほか、国内外からの専門家やアマチュアの協力も得て同館のコレクションを大幅に拡大させた。
代表的な著作の一つに「An annotated checklist of the terrestrial molluscs of Ukraine（ウクライナ産陸生軟体動物注解リスト）」（2012年 Balashov, I.と共著）がある。これはウクライナの陸産貝類の初めての包括的なリストで、分類リストとともに各種の分布の概要が示されており、同国の陸産貝類相の概要を知ることができる。それよると、この時点でのウクライナの陸産貝類は203種があり、他に22種の疑問種（実際に分布するか疑わしい種）の記録があるという（この数字には時に陸生とされることもある水際などに生息する両生的な種（Bythinella、Truncatella、Ovatella など）は含まれていない）。
もう一つの代表的な著作は同じ2012年に夫のローマンと共著で出した「Визначник наземних молюсків України（ウクライナ産陸生貝類の同定検索）」で、それにはウクライナの陸産貝類33科98属211種についての検索表と各種の形態、生態、分布の解説があり、付属のCDで各種の生体や標本を収めた500枚のカラー写真も見ることができるようなっている。これらのリストや解説はウクライナの陸産貝類相を知るための重要な基礎資料である。
また彼女はウクライナ国内からいくつかの新種や新亜種の記載もしており、それらは上記のリストや解説にも掲載されている。そのうち、それぞれウクライナ東部のドンバス地方のごく限られた範囲にのみ生息する種として新種記載された Helicopsis 属の3種、すなわち Helicopsis luganica Gural-Sverlova, 2010（ルハーンシク州）、Helicopsis martynovi Gural-Sverlova, 2010（ドネツィク州スラヴャンスク地域）、Helicopsis subfilimargo Gural-Sverlova, 2010（ルハーンシク州）は、のちに東欧の Helicopsis 属の分子系統解析を行った Balashov ら（2021）により、古典的な種 Helicopsis filimargo (Krynicki, 1833) の種内変異であるとして、その異名とされた。